# اضطرابات ناجمة عن التوتر
تنطوي الاضطرابات الناجمة عن التوتر على اضطرابات الصحة العقلية الناتجة عن الاستجابات غير النمطية للقلق –سواء قصير أو طويل الأمد– بسبب الإجهاد البدني والتوتر النفسي والعاطفي. قد تشمل هذه الاضطرابات كل من الاضطراب الوسواسي القهري واضطراب الكرب التالي للصدمة النفسية مثلًا. 
يُعتبر التوتر بمثابة شعور نفسي واع أو غير واع، أو حتى حالة جسدية ناجمة عن «الضغوطات الإيجابية أو السلبية» التي من شأنها أن تنهك قدرات المرء التكيفيّة. يُعد التوتر بمثابة عملية نفسية تثيرها الوقائع التي تهدد كائنًا ما أو تؤذيه أو تتحداه، أو التي تتجاوز قدراته على التأقلم. يتسم التوتر باستجابته النفسية الموجهة نحو التكيف. يعمل التوتر على إهلاك الجسد استجابةً للعوامل المجهدة. أطلق هانز سيلي على هذه العوامل اسم عوامل الضغط، وقال إنها قد تكون جسديةً أو فسيولوجيةً أو نفسيةً أو اجتماعيةً ثقافيةً. لا يُعتبر التوتر اضطراب قلق ولا حتى مفهومًا معياريًا.
يصاب المرء بالتوتر عند تعرضه للتجارب الإيجابية أو السلبية (كالتهديد مثلًا) من شأنها أن تطغى على قدراته التكيفية أو ترهقها. يُعتبر التوتر تجربةً فرديةً إلى حد كبير ويعتمد على بعض المتغيرات مثل الحداثة، والمعدل، والشدة، والمدة، والتفسير الشخصي للمدخلات، والعوامل الوراثية أو التجريبية. قد يسفر التوتر الحاد والمزمن عن ارتفاع احتمالية الإصابة باضطرابات القلق. قد تكون متعة شخص ما عامل ضغط بالنسبة لشخص آخر. على سبيل المثال، تتكرر نوبات الهلع عند تعرض الأشخاص المُعرضين إلى عوامل ضغط.

## استراتيجيات الحد من التوتر
قد تكون استراتيجيات الحد من التوتر مفيدة للعديد من الأشخاص القلقين أو المتوترين. وفي المقابل، يعجز العديد من الأشخاص المصابين بالقلق عن استخدام هذه الاستراتيجيات بشكل فعال بهدف التخفيف من حدته. (تتضاعف فوائد تقنيات الحد من التوتر عند استخدامها في الخطة الوقائية الرامية إلى رفع عتبة تكيف الفرد مع التجارب المثيرة للقلق).

### العناصر الخمسة للحد من التوتر والقلق
تُستخدم خمسة مفاهيم أساسية في الحد من التوتر أو القلق.
- التعرف على أسباب ومصادر التهديد أو الكرب؛ أي تثقيف المرء وتوعيته.
- تحديد العلاقات التي تنطوي على نوع من الدعم أو المساعدة أو الطمأنينة.
- التخلص من التهديد وعوامل الضغط أو الابتعاد عنهم؛ أي التحكم في المحفزات.
- الاسترخاء، الذي يمكن تحقيقه من خلال بعض التقنيات كالتأمل أو التدليك أو تمارين التنفس أو التخيل.
- إعادة الانخراط من خلال التعرض الموجه وإضعاف الحساسية.

## الدفاعات
تُعتبر آليات الدفاع بمثابة أنماط سلوكية هادفة إلى حماية الأنا في المقام الأول. يُحتمل أن تكون هذه العملية غير واعية وهادفة إلى خداع الذات، فهي جزء من العمليات النفسية الداخلية التي تسعى إلى توفير الراحة بعيدًا عن الصراع العاطفي والقلق. يبذل المرء جهودًا واعيةً لتحقيق الأهداف ذاتها، لكن تبقى آليات الدفاع الحقيقية غير واعية.
تشتمل قائمة آليات الدفاع الشائعة على: الاستعاضة، والإقلاب، والإنكار، والإزاحة، والانفكاك، والاستمثال، والتحديد، والتضمين، والاستدماج، والإسقاط، والعقلنة، وتشكيل ردود الأفعال، والنكوص، والتصعيد، والإبدال، والترميز، والتراجع.

### ملخص
تتمثل الوظيفة الأساسية لهذه الدفاعات النفسية في إيقاف اختبار المشاعر المؤلمة. تنطوي هذه الدفاعات النفسية على عدد من المشاكل.
- تخلق العديد من هذه الدفاعات مشاكل جديدة، وقد تكون أسوأ من المشاكل العاطفية التي تحاول إخفاءها. قد تكون هذه المشاكل مدمرة تمامًا في بعض الأحيان. على سبيل المثال، يدمر الرفض العلاقات التي نوليها جل اهتمامنا.
- تشوه هذه الدفاعات قدرة المرء على إدراك الواقع كما هو، الأمر الذي يمنعه من التعامل مع مشكلاته بطريقة بناءة.
- لا تلغي هذه الدفاعات المشاعر المؤلمة تمامًا. في الواقع، تبقى هذه المشاعر مخزنة بعد إخفائها كي لا يشعر بها المرء. تُفرغ هذه المشاعر من خلال التعبير عنها، وبذلك يعجز المرء عن التخلص منها عندما يحرم نفسه من الشعور بها.
- لا تحجب هذه الدفاعات المشاعر المؤلمة وحسب، بل تخفي جميع المشاعر على حد سواء. كلما أصبحت دفاعات المرء أكثر فعالية في حمايته من المشاعر المؤلمة، تقل قدرته على اختبار المشاعر السعيدة والمبهجة التي تجعل الحياة جديرةً بالعيش.
- لا تُعتبر هذه الدفاعات مثالية، إذ يتطور التوتر عند تخزين عدد متزايد من المشاعر المؤذية. يصبح المرء أكثر قلقًا وعصبيةً وسريع الانفعال، وقد تصبح تصرفاته غير متوقعة على الصعيد العاطفي. قد يعاني المرء أيضًا من انفجارات عاطفية عندما تضعف الدفاعات، الأمر الذي يحدث من وقت الآخر.
- تؤثر هذه الدفاعات على قدرة المرء على معرفة الخطأ، لكنها لا تمنع الشخص من الشعور بالسوء.